# Villanueva del Duque
Villanueva del Duque est une commune de la communauté autonome d'Andalousie, dans la province de Cordoue, en Espagne.

## Géographie
Villanueva del Duque est une commune espagnole, dans la province de Cordoue en Andalousie.

## Administration
| Période                                  | Période | Identité | Étiquette | Qualité |
| ---------------------------------------- | ------- | -------- | --------- | ------- |
| N/A                                      | N/A     | N/A      | N/A       | Maire   |
| Les données manquantes sont à compléter. |         |          |           |         |